# Mensenrechten in de Kerk
Mensenrechten in de Kerk is een Vlaamse vzw die zich inzet voor slachtoffers van misbruik en onrecht binnen de Katholieke Kerk. Opgericht in 1992 door onder andere Rik Devillé als de "Vlaamse Werkgroep Mensenrechten in de Kerk" (VWMK), is het de eerste en tot op heden enige vereniging die slachtoffers vertegenwoordigt die zich gekwetst, geschonden of benadeeld voelen door kerkelijke gezagsdragers.
De organisatie biedt een veilige ruimte voor individuen om misbruik binnen de kerk te melden en streeft naar erkenning en ondersteuning voor hun ervaringen. Ze pleit voor mensenrechten en begeleidt slachtoffers op hun weg naar herstel en gerechtigheid.
In september 2023 bracht de VRT de vierdelige documentaire "Godvergeten" uit, waarin twintig Belgische mannen en vrouwen getuigden over seksueel misbruik en mishandeling door katholieke priesters en paters. Naar aanleiding van deze onthullingen heeft de vzw Mensenrechten in de Kerk in januari 2025 paus Franciscus in gebreke gesteld en gepleit voor de oprichting van een herstelfonds om slachtoffers schadeloos te stellen. Daarnaast werd in november 2024 in Sint-Pieters-Leeuw een herdenkingsmonument voor slachtoffers van seksueel misbruik in de Kerk ingehuldigd, als erkenning voor hun leed.
De vzw blijft zich inzetten voor gerechtigheid en erkenning van slachtoffers en speelt een cruciale rol in het aankaarten van misstanden binnen de kerk.